# 成都竜泉駅足球場
成都竜泉駅足球場（せいとりゅうせんえきそっきゅうじょう、簡体字中国語: 四川龙泉驿足球场）は、中華人民共和国・四川省の成都市にあるサッカー専用スタジアムである。

## 概要
上海虹口足球場、泰達足球場に次ぐ中国3番目のサッカー専用スタジアムであった。収容人数は30,800人。現在成都には倍の規模となる鳳凰山体育公園専用足球場がある。
2004年にAFCアジアカップ2004の会場として用いられた。また、中国サッカー・甲級リーグに所属する成都謝菲聯がホームスタジアムとして使用していたことがある。